# Legend of Mana
Legend of Mana, известная в Японии как Seiken Densetsu: Legend of Mana (яп. 聖剣伝説 LEGEND OF MANA, «Легенда о святом мече: Легенда маны») — японская компьютерная игра в жанре ролевой боевик, разработанная и выпущенная в 1999 году компанией Square для приставки PlayStation, североамериканский релиз состоялся годом позже при участии издательства Square Electronic Arts. Хронологически является четвёртой игрой серии Mana, однако официально четвёртой номерной частью считается не она, а вышедшая позже Dawn of Mana, имеющая японское название Seiken Densetsu 4. В 2010 году игра стала доступной для скачивания через сервис PlayStation Network.
18 февраля 2021 года анонсирован ремастер игры для платформ Nintendo Switch, PlayStation 4 и Microsoft Windows; он запланирован на 24 июня 2021 года.

## Игровой процесс
Игровой процесс во многом напоминает предыдущие части серии, хотя и отличается рядом инновационных моментов. Главное отличие заключается в том, что игрок волен менять и преобразовывать вымышленный мир по своему усмотрению, используя так называемые «артефакты», создавать различные города, подземелья и прочие локации, зовущиеся здесь «землями», а потом уже в произвольном порядке посещать их для исследования. Сюжетная часть так же непостоянна и вообще не обязательна для прохождения игры.
Сюжет игры состоит в том, что Великое Древо Маны было уничтожено во время Войн Маны и теперь главному герою предстоит обеспечить его рост и «очищение», собирая по всему миру артефакты, являющиеся «законсервированными» землями, подземельями, замками и проч. Помимо основной сюжетной линии в игре наличествует еще несколько сюжетов, никак не связанных с главной канвой. При этом количество заданий и происшествий с главным героем огромно и разнообразно. Далеко не все задания требуется решать при помощи боя, хотя количество схваток стремится к бесконечности.
В игре реализована огромная система крафтинга. Герою предстоит воспитывать учеников (участвуя в соответствующих сюжетах), создавать оружие, броню, отлавливать яйца монстров и выращивать их, выращивать овощи и фрукты на огороде, создавать боевых големов, музыкальные инструменты (аналог магии).

## Критика
| Сводный рейтинг    | Сводный рейтинг |
| Агрегатор          | Оценка          |
| ------------------ | --------------- |
| GameRankings       | 73,00 %         |
| Иноязычные издания |                 |
| Издание            | Оценка          |
| Famitsu            | 31 / 40         |
| GamePro            | 4 / 5           |
| GameSpot           | 7 / 10          |
| IGN                | 8,3 / 10        |
| RPGamer            | 4 / 5           |
| Next Generation    | 2 / 5           |

Legend of Mana сопутствовал коммерческий успех и похвала обозревателей, как в Японии, так и в Северной Америке. За первую неделю после релиза было продано 400 тысяч копий, к концу года — 706, в результате чего она заняла 12-е место японского игрового чарта. Наибольшей похвалы удостоились графика и внешний вид в целом, тогда как отрицательной чертой называлась неясная, размытая сюжетная линия. Агрегатор рецензий Game Rankings на основании 23-х обзоров присвоил ей рейтинг в 73 %. В ноябре 2000 года Legend of Mana попала на 48-е место списка ста величайших игр всех времён, составленного еженедельным журналом Famitsu. Такие издания как GamePro, Game Revolution и GameSpot сошлись во мнении, что множественные сторонние квесты и отсутствие чёткого сюжета сильно разочаровывают и не позволяют причислить Legend of Mana к пантеону классических представителей жанра ролевой боевик.